# Павловка (Козельщинский район)
Павловка (укр. Павлівка) — село,
Козельщинский поселковый совет,
Козельщинский район,
Полтавская область,
Украина.
Код КОАТУУ — 5322055106. Население по переписи 2001 года составляло 127 человек.

## Географическое положение
Село Павловка находится на расстоянии в 0,5 км от села Омельничье.
По селу протекает пересыхающий ручей с запрудой.

## История
Село указано на трехверстовке Полтавской области. Военно-топографическая карта.1869 года как Ненадыха